# 蒙蒂尼 (默尔特-摩泽尔省)
蒙蒂尼（法語：Montigny，法語發音：[mɔ̃tiɲi] ⓘ）是法国默尔特-摩泽尔省的一个市镇，属于吕内维尔区。

## 地理
蒙蒂尼（48°30'57"N, 6°48'0"E）面积6.11 平方千米，位于法国大東部大區默尔特-摩泽尔省，该省份为法国东北部内陆省份，是洛林的一部分，北邻比利时、卢森堡，北起顺时针与摩泽尔省、下莱茵省、孚日省和默兹省接壤。
与蒙蒂尼接壤的市镇（或旧市镇、城区）包括：昂塞尔维莱、梅尔维莱、米涅维尔、勒埃雷、圣波勒、瓦克维尔。

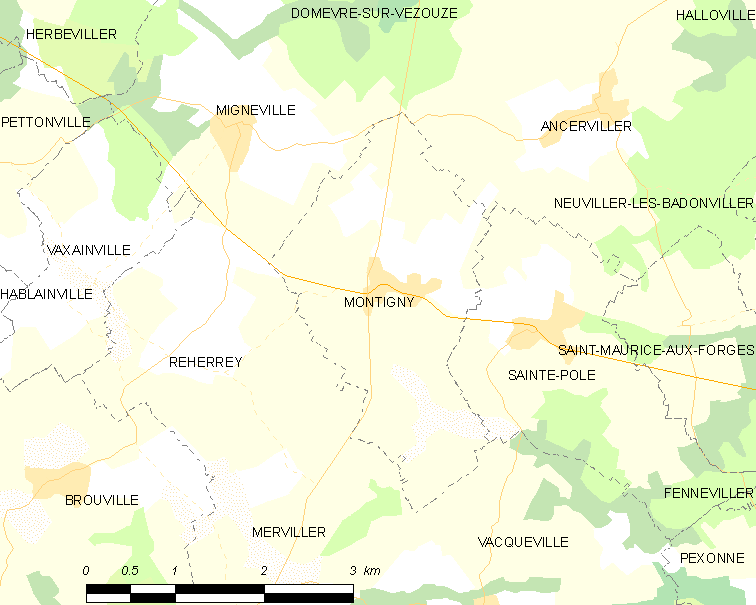
的OSM定位图

蒙蒂尼的时区为UTC+01:00、UTC+02:00（夏令时）。

## 行政
蒙蒂尼的邮政编码为54540，INSEE市镇编码为54377。

## 政治
蒙蒂尼所属的省级选区为巴卡拉县。

## 人口

1962-2008年间人口变化图示

蒙蒂尼于2022年1月1日时的人口数量为151人。